# Вахитахи
Вахитахи (фр. Vahitahi) — атолл в архипелаге Туамоту (Французская Полинезия). Расположен в 50 км к северу от атолла Нукутаваке.

## География
Площадь суши составляет 2,5 км². В центре расположена лагуна, полностью изолированная от океанических вод.

## История
Остров был открыт в марте 1768 года французским мореплавателем Луи Антуаном де Бугенвилем, который назвал его фр. Les Quatre Facardins. 4 апреля 1769 года к берегу Вахитахи приблизился английский путешественник Джеймс Кук, назвавший атолл остров Лагуна.

## Административное деление
Административно входит в состав коммуны Нукутаваке.

## Население
В 2007 году численность населения Вахитахи составляла 83 человек. Главное поселение — деревня Мохиту. На острове есть аэродром.